# Медиум (телесериал)
«Ме́диум» (англ. Medium) — американский телевизионный сериал. Премьера состоялась 3 января 2005 года. Трансляция на канале NBC с 3 января 2005 года по 21 января 2011 года.

## Сюжет
Медиум Элисон Дюбуа (Патрисия Аркетт) работает независимым консультантом в прокуратуре города Феникс, штат Аризона, и регулярно видит сны об убийствах и похищениях людей. Элисон работает с друзьями — прокурором Девалосом (Мигель Сандоваль) и следователем Ли Скэнлоном (Дэвид Кьюбитт).
Элисон (до замужества носившая фамилию Роллин) унаследовала свой дар от бабушки. Мать не верила в способности дочери и до определённого момента Элисон заглушала голоса и сны алкоголем. В конце 5 сезона у Элисон случается инсульт на фоне доброкачественной опухоли мозга и она впадает в кому на 3 месяца. После операции у неё пропадают сны, однако через некоторое время всё восстанавливается.
Джо Дюбуа (Джейк Уэбер), муж Элисон, — инженер-изобретатель. В начале сериала работает на компанию, но в конце 3 сезона, после раскрытия тайны Элисон, его увольняют. Джо изобретает усилитель солнечных батарей и ему удаётся его продать.
Все дочери Элисон Дюбуа (старшая дочь Ариэль (Софья Васильева), средняя Бриджит (Мария Ларк) и младшая Мэри (Мэдисон и Миранда Карабелло) унаследовали от матери дар, проявляющийся у каждой из девочек постепенно и по-разному. Например, Мэри может смотреть кабельные каналы, не подключённые к телевизору, и вырезать из финансовых газет кукол с именами компаний, чьи акции поднимутся в этот день.
Брат Элисон «Счастливчик» Майкл также может видеть прошлое, будущее и мёртвых людей, что не раз спасало ему жизнь. Однако его дар выражен не столь сильно и не мешает ему жить.

## В ролях
| Актёр                       | Роль                      | Отношения                  | Работа                                | В сериале                           |
| --------------------------- | ------------------------- | -------------------------- | ------------------------------------- | ----------------------------------- |
| Патрисия Аркетт             | Элисон Дюбуа              | Медиум                     | Независимый консультант в прокуратуре | Сезон 1 — 7                         |
| Джейк Уэбер                 | Джо Дюбуа                 | Муж Элисон                 | Инженер                               | Сезон 1 — 7                         |
| Мигель Сандоваль            | Мануэль Девалос           | Начальник Элисон           | Главный прокурор                      | Сезон 1 — 7                         |
| Софья Васильева             | Ариэль Дюбуа              | Старшая дочь               | Ученица школы, колледжа               | Сезон 1 — 7                         |
| Мария Ларк                  | Бриджит Дюбуа             | Средняя дочь               | Ученица школы                         | Сезон 1 — 7                         |
| Мэдисон и Миранда Карабелло | Мэри Дюбуа                | Младшая дочь               | Ученица школы                         | Сезон 1 — 7 (эпизодически)          |
| Дэвид Кьюбитт               | Ли Скенлон                |                            | Детектив                              | Сезон 1 (эпизодически), сезон 2 — 7 |
| Тина ДиДжозеф               | Линн ДиНови               | Девушка детектива Скенлона | Помощница мэра                        | Сезон 1 — 7 (эпизодически)          |
| Райан Харст                 | Майкл «Счастливчик» Бенуа | Старший брат Элисон        |                                       | Сезон 1 — 3 (эпизодически)          |
| Эрлисс Ховард               | Капитан Пуш               |                            | Капитан Техасских Рейнджеров          | Сезон 1 — 3 (эпизодически)          |
| Холлистон Колеман           | Ханна                     | Лучшая подруга Ариэль      |                                       | Сезон 1 — 5 (эпизодически)          |
| Брюс Грэй                   | Мистер Дюбуа              | Отец Джо                   | Привидение                            | Сезон 1 — 7 (эпизодически)          |
| Кэти Бейкер                 | Миссис Дюбуа              | Мать Джо                   |                                       | Сезон 1 — 7 (эпизодически)          |
| Кертвуд Смит                | Эдвард Купер              |                            | Агент ФБР, затем привидение           | Сезон 3 — 5 (эпизодически)          |
| Джон Проски                 | Том Ван Дайк              |                            | Окружной прокурор                     | Сезон 3 и 4 (эпизодически)          |
| Анжелика Хьюстон            | Синтия Киннер             |                            | работает на «AmeriTips»               | Сезон 4 и 5 (эпизодически)          |
| Аннмари Кеноер              | Эшли Вайтакер             | Подруга Ариэль             |                                       | Сезон 5 — 6 (эпизодически)          |

## Награды
| Год  | Группа                                             | Награда                                                                              | Результат    | Награждён(ы)                                                  |
| ---- | -------------------------------------------------- | ------------------------------------------------------------------------------------ | ------------ | ------------------------------------------------------------- |
| 2005 | BMI Film & TV Awards                               | BMI TV Music Award                                                                   | Победитель   | Mychael Danna, Jeff Beal                                      |
| 2005 | Emmy Award                                         | Outstanding Lead Actress in a Drama Series                                           | Победитель   | Патрисия Аркетт                                               |
| 2005 | Imagen Foundation Awards                           | Best Actor — Television                                                              | Номинирован  | Мигель Сандоваль                                              |
| 2005 | Satellite Award                                    | Outstanding Actress in a Series, Drama                                               | Номинирована | Патрисия Аркетт                                               |
| 2005 | Satellite Award                                    | Outstanding Actor in a Series, Drama                                                 | Номинирован  | Джейк Уэбер                                                   |
| 2006 | ASCAP Film and Television Music Awards             | ASCAP Award — Top TV Series                                                          | Победитель   | Шон Келлери                                                   |
| 2006 | Academy of Science Fiction, Fantasy & Horror Films | Saturn Award — Best Actress in a Television Program                                  | Номинирована | Патрисия Аркетт                                               |
| 2006 | Golden Globes                                      | Best Performance by an Actress in a Television Series — Drama                        | Номинирована | Патрисия Аркетт                                               |
| 2006 | Motion Picture Sound Editors                       | Golden Reel Award — Best Sound Editing in Television Short Form — Music              | Победитель   | Robert Cotnoir (music editor) For «The Song Remains the Same» |
| 2006 | Screen Actors Guild                                | Outstanding Performance by a Female Actor in a Drama Series                          | Номинирована | Патрисия Аркетт                                               |
| 2006 | Young Artist Awards                                | Best Performance in a TV Series (Drama) — Supporting Young Actress                   | Победитель   | Софья Васильева                                               |
| 2006 | Young Artist Awards                                | Best Performance in a TV Series (Comedy or Drama) — Young Actress Age Ten or Younger | Номинирована | Мария Ларк                                                    |
| 2007 | ALMA Awards                                        | Outstanding Supporting Actor — Television Series, Mini-Series or Television Movie    | Номинирован  | Мигель Сандовал                                               |
| 2007 | Academy of Science Fiction, Fantasy & Horror Films | Saturn Award — Best Actress in a Television Program                                  | Номинирована | Патрисия Аркетт                                               |
| 2007 | Emmy Award                                         | Outstanding Lead Actress in a Drama Series                                           | Номинирована | Патрисия Аркетт                                               |
| 2007 | Golden Globes                                      | Best Performance by an Actress in a Television Series — Drama                        | Номинирована | Патрисия Аркетт                                               |
| 2007 | Screen Actors Guild                                | Outstanding Performance by a Female Actor in a Drama Series                          | Номинирована | Патрисия Аркетт                                               |
| 2007 | Young Artist Awards                                | Best Performance in a TV Series (Comedy or Drama) — Young Actress Age Ten or Younger | Победитель   | Мария Ларк                                                    |
| 2008 | BMI Film & TV Awards                               | BMI TV Music Award                                                                   | Победитель   | Майкл Данна                                                   |
| 2008 | Golden Globes                                      | Best Performance by an Actress in a Television Series — Drama                        | Номинирована | Патрисия Аркетт                                               |
| 2008 | Emmy Award                                         | Outstanding Guest Actress in a Drama Series                                          | Номинирована | Анжелика Хьюстон                                              |
| 2008 | TV Land Awards                                     | Favorite Character From the Other Side                                               | Номинирована | Патрисия Аркетт                                               |